# سونغجونغ ملك غوريو
سونغجونغ ملك غوريو (ولد في 15 يناير 961 ومات في 29 نوفمبر 997، حكم من سنة 981 إلى سنة 997) هو الحاكم السادس لمملكة غوريو الكورية.

## حكمه
ولد سونغجونغ في 15 يناير من سنة 961، ليكون الابن الثاني لدايجونغ وحفيداً للملك تايجو (مؤسس غوريو). صعد سونغجونغ إلى العرش بعد وفاة ابن عمه وصهره في نفس الوقت، الملك غيونغجونغ، وذلك في سنة 981. بعد صعوده إلى العرش لم يتدحل سونغجونغ مع أسياد المقاطعات، كما حاول إرضاء نبلاء دولة شلا المستسلمة. تزوج سونغجونغ أميرة من أسرة شلا.
في سنة 982 تبنى الملك سونغجونغ اقتراحات العالم الكونفشيوسي تشوي سنغ رو (بالهانغل: 최승로 | بالهانجا: 崔承老) والمكتوبة في مذكرته، وبدأ في إنشاء حكومة ذات طابع كونفشيوسي. اقترح تشوي سنغ رو بأنه يمكن للملك سونغجونغ إكمال إصلاحات الملك غوانغجونغ، رابع ملوك غوريو، والتي ورثها من الملك تايجو. ركز الملك تايجو على «كلاسيكيات التاريخ» (書經) والتي نصت على أن على الإمبراطور المثالي أن يتفهم معاناة المزارعين وأن يجرب تعبهم بشكل مباشر. تبنى الملك سونغجونغ هذا المفهوم وأنشأ سياسة تعيين مسؤولي المقاطعات عن طريق الحكومة المركزية، ثم قام بجمع جميع الأسلحة السرية وصياغتها لتصبح أدوات زراعية.
بدأ سونغجونغ خطة لإنشاء دولة غوريو ذات الملكية المركزية الكونفشيوسية. في سنة 983 أنشأ الملك نظام 12 موك، وهو نظام تقسيم إداري ساد في عصر غوريو، وبعد ذلك أرسل رجالاً متعلمين إلى كل موك لمراقبة التعليم المحلي، كوسيلة منه لدمج الطبقة الأرستقراطية في النظام الجديد. أبناء الطبقة الأرستقراطية علموا حتى يستطيعوا اجتياز اختبار الخدمة المدنية وليعينوا في مناصب حكومة رسمية في العاصمة.
في سبتمبر من سنة 955 (السنة الرابعة عشر من حكم الملك) قسمت الدولة إلى 10 مقاطعات.

## حرب غوريو مع الخيتان الأولى
في أغسطس 993، علمت المصادر الاستخباراتية للملك على طول الحدود بوجود احتمال وشيك لغزو من جهة الخيتان. قام سونغجونغ مباشرة بحشد الجيوش العسكرية وقسم القوات إلى ثلاث مجموعات لتتخذ مواقع دفاعية في الشمال الغربي. الوحدات المتقدمة لجيش غوريو اكتسحت جهة الشمال الغربي من مقرهم بالقرب من أنجو (في وقتنا الحالي) على الضفة الجنوبية لنهر تشونغتشون. الوضع الجدي حتم على الملك السفر من العاصمة إلى بيونغيانغ لمباشرة العمليات.
في أكتوبر، احتشدت قوات خيتان الكبرى بقيادة الجنرال شياو سونينغ، خارج لياو من قلعة نايوون سونغ واتجهت مباشرة نحو نهر يالو في غوريو. انتشر المحاربون الخيتان على طول النهر وفي الأرياف.
في معركة كر وفر دموية، تباطأت المقاومة العنيفة لقوات غوريو في البداية، ثم أعاقت الخيتان من التقدم نحو مدينة بونغسانغن، ولم تستسلم قوات غوريو. ظلت قوات غوريو واقفة في ظل الهجوم المباشر، وتراجعت لنصب الفخاخ، ثم هاجمت الخيتان في نفس الوقت. استطاعت قوات غوريو في نهاية الأمر إيقاف قوات شياو سونينغ بالقرب من نهر تشونغتشون. في رد فعل لهذه المواجهة الحازمة والسريعة، رأت الخيتان أن محاولة احتلال شبه الجزيرة الكورية بأكملها سيكون مكلفاً ولذلك سعت لتسوية مع غوريو.
بدون ندم أو تواضع طالب الجنرال شياو سونينغ بتسليم أراضي بالهاي السابقة إلى الإمبراطور شينغزونغ. كما طالب غوريو بقطع علاقتها مع سلالة سونغ، ثم طالب سونغجونغ بقبول وضع الدولة التابعة لحكم إمبراطور لياو وأن يدفع جزية سنوية إلى دولة لياو. بدأ البلاط الملكي مناقشة مستمرة حول إنذار الخيتان. مسؤولو الحكومة رأوا أن الموافقة على مطالب الجنرال شياو سونينغ ستمنع المزيد من غارات الخيتان ورأوا أن على الحكومة إرضاء إمبراطور لياو. من جهة أخرى فقد رفض القادة العسكريون قبول مطالب شياو، وخصوصاً الجنرال سو هي قائد قوات شمال أنجو. خلال النقاش الجاري في كايسونغ، قام الجنرال شياو سونينغ بهجمة مفاجئة عبر نهر تشونغتشون، ليهجم مباشرة على مقر قوات غوريو في أنجو. اعتداء الخيتان صد، ولكنه ترك الدولة في وضع مرعب.
في محاولة منه لتهدئة النبلاء قام الوزير سو هي تطوعاً بمفاوضة مباشرة مع الجنرال شياو. علم الطرفان أن العامل المؤثر على المفاوضات كان الضغط الذي تبذله سلالة سونغ على دولة لياو. أثناء المفاوضات صرح الوزير سو هي بأنه ليس للخيتان أي أحقية بادعاء أراضي بالهاي السابقة. وبما أن غوريو هي الخليفة لدولة غوغوريو فإن تلك الأراضي تقع تحت سلطتها بشكل تلقائي. وفي تهديد مضمن بشكل ذكي، فقد ذكر الجنرال سو هي نظيره الجنرال شياو بأن شبه جزيرة لياودونغ كانت في وقت سابق تحت سلطة غوغوريو، وأن أراضي منشوريا بما فيها عاصمة الخيتان في لياويانغ كانت هي الأخرى جزءاً من غوغوريو، ونتيجة لذلك فإنها يجب أن تكون تابعة لغوريو. هذه المفاوضات لم تنتهِ برجوع الخيتان يائسين دون تحقيق أغراضهم، ولكنها أيضاً جعلت غوريو تكسب أراض جديدة تمتد من جنوبي نهر يالو.
انسحب الخيتان وسلموا الأراضي شرقي نهر يالو، مقابل قطع العلاقات بين غوريو وسلالة سونغ. لكن غوريو استمرت بالتواصل مع سونغ وتقوية سلطتها في الأراضي المكتسبة ببناء قلاع جديدة بها.
استمرت حرب غوريو مع الخيتان في حملتين ثانية وثالثة وذلك حتى سنة 1018.

## الوفاة
مات الملك في نوفمبر 997، وتولى بعده ابن أخيه الملك موكجونغ.

## الأسرة
- الجد: الملك تايجو (بالهانغل: 태조 | بالهانجا: 太祖).
- الأب: وانغ ووك (بالهانغل: 왕욱 | بالهانجا: 王旭)، منح لقب الملك دايجونغ (بالهانغل: 대종 | بالهانجا: 戴宗).
- الأم: الملكة شوني (بالهانغل: 선의왕후 | بالهانجا: 宣義王后).
- الزوجات:
  - الملكة مندوك (문덕왕후)، ابنة الملك غوانغجونغ.
  - الملكة منهوا (문화왕후)، ابنة كم وون سنغ.
  - السيدة يونتشانغنغ (연창궁부인)، ابنة تشوي هاينغ أون.
- البنات:
  - الملكة وونجونغ (원정왕후).
  - الملكة وونهوا (원화왕후).

## التصوير الحديث
- 《الإمبراطورة تشونتشو》 (كي بي إس، بدأ العرض في سنة 2009 وانتهى في سنة 2009، قام بدوره الممثل: كم ميونغ سو، والممثل: تشوي وو هيوك).